# 上竜尾町
上竜尾町（かみたつおちょう）は、鹿児島県鹿児島市の町。旧薩摩国鹿児島郡鹿児島城下上竜尾町、鹿児島府下上竜尾町。郵便番号は892-0851。人口は1,152人、世帯数は568世帯（2020年10月1日現在）。上竜尾町の全域で住居表示を実施している。

## 地理
鹿児島市の中部に位置している。町域の北方には坂元町、南方から西方にかけては下竜尾町、西方には西坂元町、東方には大竜町、池之上町がそれぞれ接している。
町域の西端に鹿児島県道25号鹿児島蒲生線が通っている。町域の南端にはかつて浄光明寺として知られた丘があり、現在の南洲公園にあたる。南洲公園には西郷隆盛に関する施設が多くあり、敷地内にある南洲神社は西郷隆盛及び桐野利秋等の西南戦争の戦没者を祀る神社であり、1880年（明治13年）に参拝所として設置され、1922年（大正11年）に南洲神社となった。
西郷南洲顕彰館は1977年（昭和52年）の西郷隆盛百年祭の記念事業により建設されたもので、西郷隆盛の生涯に関する歴史資料が展示されている。
南洲公園内の台地付近では縄文時代の遺跡が発見されており、縄文時代の中頃には人が居住していたとされている。

### 町名の由来
上竜尾町という町名の由来は竜ヶ尾神社という神社がかつて存在しておりそれに由来するという説（薩隅日地理纂考）と、現在の南洲神社付近が竜ヶ岡と呼ばれておりそれに由来するという説がある。

## 歴史

### 近世の上竜尾町
上竜尾町という地名は江戸時代より見え、鹿児島城下のうちであった。大竜寺馬場には延享元年に再興された今和泉島津家の屋敷が所在していた（今和泉島津家の屋敷跡付近は1967年に大竜町に分割）。明治時代の初期には士族が平民より多く居住しており、武家町であった。
1877年（明治10年）には、鹿児島県の警察関係者が西南戦争で西郷軍に加わったことから、内務省の警視庁は鹿児島に警視出張所を置き、第一屯所を上竜尾町に設置した。西南戦争終戦後には戦死した西郷隆盛や桐野利秋、村田新八、篠原国幹ら2023名が上竜尾町の旧浄光明寺境内跡に埋葬された。1879年（明治12年）には鹿児島県知事の許可を得て旧浄光明寺境内跡に参拝所が設けられ、1913年（大正2年）には参拝所が改築され南洲祠堂に改称し、1922年（大正11年）には南洲神社となっている。

### 市制施行以後
1888年（明治21年）に公布された市制（明治21年法律第1号）に基づき、1889年（明治22年）2月2日に官報に掲載された「 市制施行地」（内務省告示第1号）によって鹿児島が市制施行地に指定された。3月5日には鹿児島県令第26号によって鹿児島郡のうち50町村が市制による鹿児島市の区域と定められ、4月1日に市制が施行されたのに伴い、鹿児島郡50町村（山下町、平之馬場町、新照院通町、長田町、冷水通町、上竜尾町、下竜尾町、池之上町、鼓川町、稲荷馬場町、清水馬場町、春日小路町、車町、恵美須町、小川町、和泉屋町、浜町、向江町、栄町、柳町、易居町、中町、金生町、東千石馬場町、西千石馬場町、汐見町、泉町、築町、生産町、六日町、新町、松原通町、船津町、呉服町、大黒町、堀江町、住吉町、新屋敷通町、加治屋町、山之口馬場町、樋之口通町、薬師馬場町、鷹師馬場町、西田町、上之園通町、高麗町、下荒田町、荒田村、西田村、塩屋村）の区域より鹿児島市が成立した。それまでの上竜尾町は鹿児島市の町「上竜尾町」となった。
第二次世界大戦中の1945年（昭和20年）7月31日には鹿児島駅から上竜尾町や下竜尾町、清水町、池之上町一帯に対してアメリカ軍による空襲が行われた（鹿児島大空襲）。
1962年（昭和37年）に住居表示に関する法律が施行されたのに伴い、鹿児島市は鹿児島市街地域の住居表示に着手した。1967年（昭和42年）11月1日に上町地区の一部において住居表示が実施され、住居表示の実施に伴い町の再編が行われた。それに伴って、池之上町、車町、上竜尾町、下竜尾町の各一部より大竜町が設置され、上竜尾町の一部で住居表示が実施された。1968年（昭和43年）7月1日には上竜尾町の全域で住居表示が完了した。

### 町域の変遷
| 実施後         | 実施年             | 実施前           |
| -------------- | ------------------ | ---------------- |
| 大竜町（新設） | 1967年（昭和42年） | 上竜尾町（一部） |

## 人口
以下の表は国勢調査による小地域集計が開始された1995年以降の人口の推移である。
| 年                 | 人口  |
| ------------------ | ----- |
| 1995年（平成7年）  | 1,721 |
| 2000年（平成12年） | 1,620 |
| 2005年（平成17年） | 1,451 |
| 2010年（平成22年） | 1,372 |
| 2015年（平成27年） | 1,297 |
| 2020年（令和2年）  | 1,152 |

## 文化財

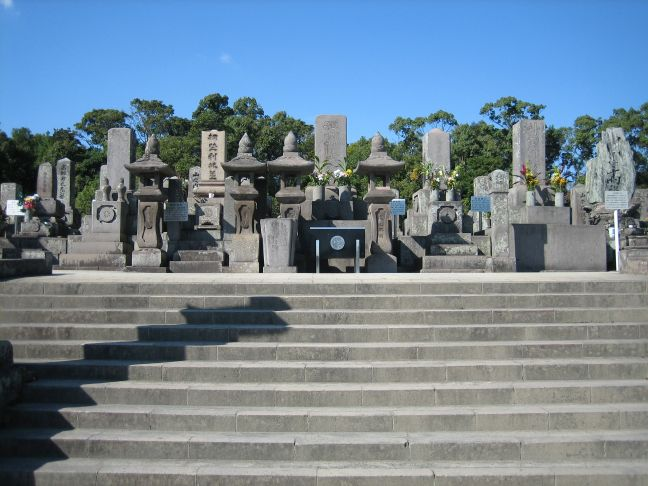
南洲墓地（中央が西郷隆盛の墓）

### 国登録
- 南洲神社電燈 一対（登録有形文化財（建造物））[30]
南洲神社の参道にある電燈である。集成館によって製造されたものであり、「造形の規範となっているもの」として2006年（平成18年）10月18日に国登録有形文化財となった[31]。

### 県指定
- 南洲墓地（記念物（史跡））[32]
- 敬天愛人一幅（有形文化財（書跡）） - 西郷南洲顕彰館所蔵[32]

## 施設

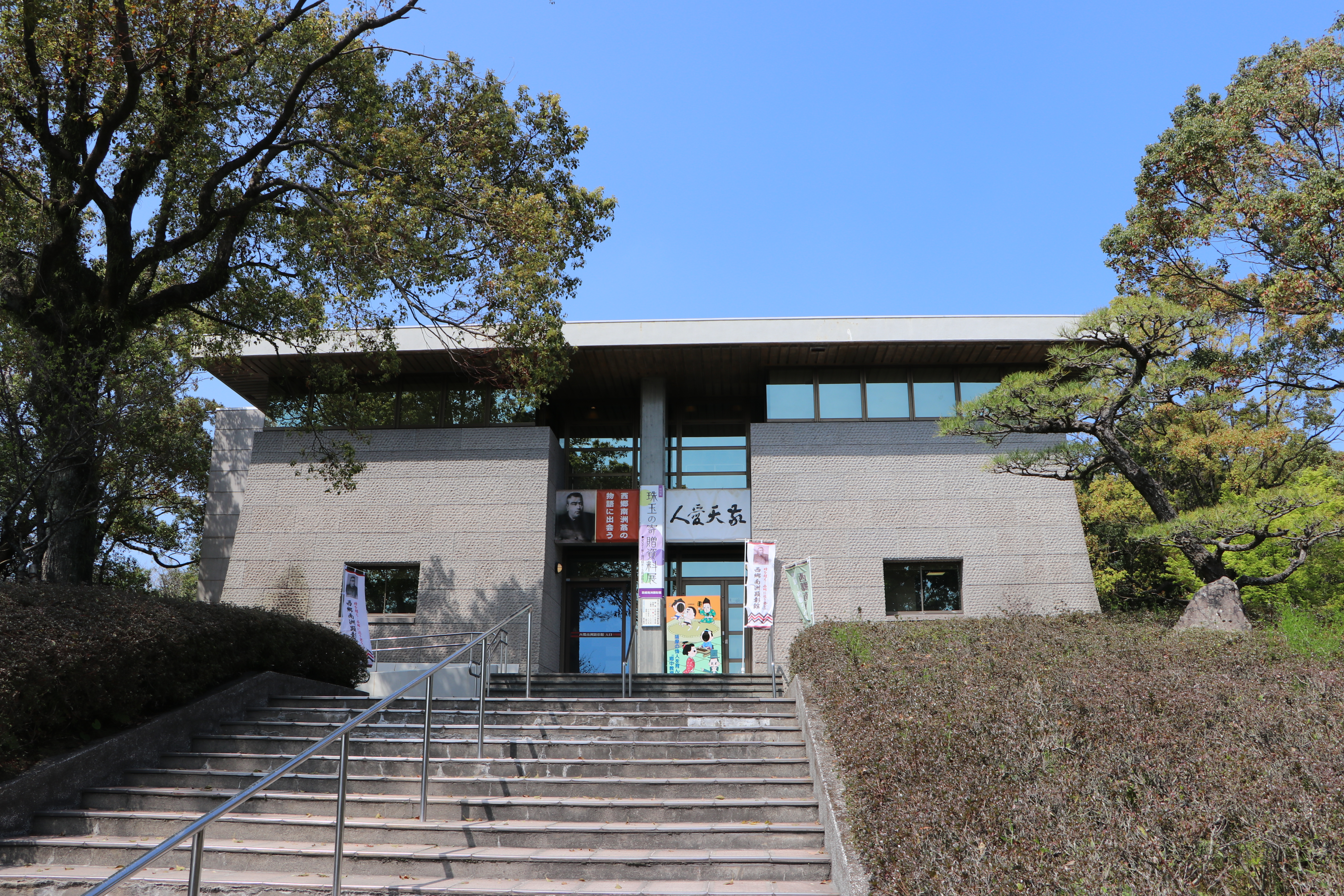
西郷南洲顕彰館

### 公共
- 南洲公園
- 西郷南洲顕彰館

### 寺社
- 南洲神社
- 浄光明寺

## 小・中学校の学区
市立小・中学校に通う場合、学区（校区）は以下の通りとなる。
| 町丁     | 番・番地 | 小学校               | 中学校               |
| -------- | -------- | -------------------- | -------------------- |
| 上竜尾町 | 1        | 鹿児島市立大龍小学校 | 鹿児島市立長田中学校 |
| 上竜尾町 | その他   | 鹿児島市立大龍小学校 | 鹿児島市立清水中学校 |

## 交通

### 道路
主要地方道
- 鹿児島県道25号鹿児島蒲生線

### 鉄道
以前は町域の付近を鹿児島市電上町線が通っていたが1985年（昭和60年）に廃止された。最寄駅は鹿児島駅である。

## 著名な出身人物
- 久保田尚志（化学者、大阪市立大学名誉教授、日本化学会名誉会員）
- 左近允孝之進（思想家・教育者、盲学校の創設、日本初の点字による新聞の創刊）